# Дэвид Копперфилд (фильм, 1999)
«Дэвид Копперфилд» (англ. David Copperfield) — 2-серийная драма британского режиссёра Саймона Кёртиса (1999). Совместная работа США и Великобритании. Телевизионная адаптация романа Чарльза Диккенса «Дэвид Копперфильд».

## Сюжет

### Первая серия
Дэвид Копперфилд родился в графстве Саффолк спустя три месяца после кончины своего отца. Прибывшая в день родов двоюродная бабушка, Бетси Тротвуд, неприятно огорчена, так как ожидала увидеть племянницу, а не племянника. В расстроенных чувствах Тротвуд покидает особняк Копперфилдов.
Дэвид растёт, а матушка и горничная Пегготти безустанно лелеют мальчика, и кажется ничто не может помешать их мирной жизни.
Дэвид и Пегготти отправляются в Ярмут, где навещают семью её брата Дэна. Здесь же юный Копперфилд обзаводится первыми друзьями.
Спустя восемь лет вдовства его мать повторно выходит замуж, за выгодную как ей кажется партию. Однако, едва став хозяином дома, отчим Эдуард Мэрдстон, выказывает неприязнь к пасынку, воспитывая его довольно суровыми методами, а вскоре и вовсе отправляет в школу-интернат, где Дэвида намеренно принижают по наказу Мэрдстона. Единственное утешение Дэвида в школе — это его дружба с Джеймсом Стирфортом, студентом старшего возраста из богатой и влиятельной семьи.
Не сумев восстановиться после повторных родов, мать Дэвида и новорождённый брат умирают. Отчим выгоняет мальчика из дома и отсылает работать на фабрику по производству ваксы в Лондоне. Тем не менее, Мэрдстон предоставляет ему кров у живущего в столице знакомого, Уилкинса Микобера, который привязывается к Дэвиду как к собственному сыну. Но волею судьбы Микобер объявлен банкротом и сослан в долговую тюрьму. По освобождении, он и его семья переезжают в Плимут, оставляя Копперфилда без жилья и поддержки.
С надеждой найти приют у единственного родственника — тётушки Тротвуд, Дэвид сбегает с фабрики и держит путь до Дувра. В конечном счёте он находит её, и несмотря на нежелание Бетси иметь мальчика в доме, со временем тётка проникается любовью к внучатому племяннику, нарекает Тротвудом и становится его законным опекуном. Дэвид возобновляет обучение, но уже в другой школе, в Кентербери. Проживая у юриста Бетси Тротвуд, мистера Уикфилда, Дэвид заводит в лице его дочери Агнес лучшего друга, с которым проходят его юношеские годы. Окончив школу Дэвид по совету тёти нанимается клерком в контору мистера Спенлоу в Лондоне. Будучи вхожим в его дом, Копперфилд влюбляется в дочь работодателя Дору…

### Вторая серия
В Лондоне молодой человек встречает давнего знакомого Джеймса Стирфорта, с которым решает навестить ярмутское семейство Дэна Пегготти. Дэвид рассказывает Агнес о своей любви к Доре, однако, девушка советует другу не общаться со Стирфортом. Также в столице юный Копперфилд натыкается на Урию Хипа, клерка мистера Уикфилда. Хип раскрывает юноше своё намерение жениться на Агнес, но просит не выдавать его намерений. Приехав в Ярмут Дэвид узнаёт что Хэм вскоре женится на Эмили, впрочем девушка доверяет другу свои опасения по поводу брака. А у любимой Пегготти Дэйви объявляет о своём желании жениться на Доре.
Возвратившись домой Дэвид узнаёт что теперь мистер Микобер работает на Урию Хипа, а его тётка финансовый банкрот. Несмотря на это он делает предложение Доре, и та соглашается на тайную помолвку. После очередной встречи с работодателем правда выплывает наружу, на что мистер Спенлоу советуется забыть свою дочь. Дэвид отказывается бросать Дору и ищет с ним повторной встречи, внезапно обнаруживая в конторе его остывшее тело и бумаги о крахе бизнеса. Тогда Копперфилд начинает писать и продавать свои истории.
Хип во всеуслышание объявляет о намерении жениться на Агнес. Несмотря на негодование отца, Агнес понимает что её семья слишком зависит от Хипа и неохотно, но принимает свой потенциальный брак.
Дэвид снова посещает Ярмут, где убитый горем Хэм рассказывает что Эмили сбежала со Стирфортом, посещающим её втайне. Дядя отправляется на поиски племянницы.
Дэвид знакомит Дору с Агнес и вскоре пара женится. Впрочем полная неприспособленность Доры к домашним делам расстраивает новоиспечённого супруга, но он с готовностью берётся помочь ей и, наконец, союз устраивает обоих. В скором времени Дора осознаёт что беременна, однако, роды настолько ослабляют организм девушки что она умирает, наказав Агнес заботить о своём покинутом муже.
В конечном счёте Дэвид находит Эмили в лондонской трущобе в плачевном состоянии. Стирфорт бросил её, и она жила как проститутка. Дэн Пегготти принимает племянницу в свои объятия и они планирует начать новую жизнь в Австралии. Эмили просит Дэвида передать письмо с извинениями Хэму, незадолго до этого события погибшему в жестоком шторме. Пегготти настаивает, чтобы новости о смерти Хэма были утаены от Эмили, пока она не достаточно оправилась.
Микобер показывает, что раскрыл злодейскую схему Хипа, которая разорила и Уикфилда, и Бетси Тротвуд, за что Хипа арестовывают и ссылают как каторжника в Австралию. За это мисс Тротвуд оплачивает небольшие долги мистера Микобера и он со своей семьёй отправляется в Австралию начинать жизнь с нуля.
После смерти Доры Дэвид исчезает на три года, в течение которых продолжает писать и издавать свои первые книги. Вернувшись в Кентербери Дэвид понимает, что любит Агнес. Как оказывается, Агнес всегда любила Дэвида, и даже получила наказ от Доры не покидать его. Пара счастливо жената и имеет трёх детей, младшая из них названа Бетси Тротвуд-Копперфилд, в честь тётушки, которая неимоверно счастлива появлению девочки.

## Актёрский состав
| В ролях           |  | Персонаж              |
| ----------------- |  | --------------------- |
| Киаран Макменамин |  | Дэвид Копперфилд      |
| Дэниел Рэдклифф   |  | юный Дэвид Копперфилд |
| Эмилия Фокс       |  | Клара Копперфилд      |
| Мэгги Смит        |  | Бетси Тротвуд         |
| Тревор Ив         |  | Эдуард Мэрдстон       |
| Зои Уонамейкер    |  | Джейн Мэрдстон        |
| Алан Армстронг    |  | Дэн Пегготти          |
| Полин Квирк       |  | Клара Пегготти        |
| Джеймс Торнтон    |  | Хэм Пегготти          |
| Эйслин Макгакин   |  | Эмили Пегготти        |
| Лора Харлинг      |  | юная Эмили Пегготти   |
| Оливер Милбёрн    |  | Джеймс Стирфорт       |
| Гарри Ллойд       |  | юный Джеймс Стирфорт  |
| Шери Лунги        |  | миссис Стирфорт       |
| Боб Хоскинс       |  | Уилкинс Микобер       |
| Имельда Стонтон   |  | миссис Микобер        |
| Николас Линдхёрст |  | Урия Хип              |
| Тельма Барлоу     |  | миссис Хип            |
| Джоанна Пейдж     |  | Дора Спенлоу          |
| Джеймс Граут      |  | мистер Спенлоу        |
| Майкл Элфик       |  | Баркис                |
| Пэтси Бирн        |  | миссис Гаммидж        |
| Иэн Маккеллен     |  | мистер Крикл          |
| Кеннет Макдональд |  | Литтимер              |
| Дон Френч         |  | миссис Крапп          |
| Пол Уайтхаус      |  | ростовщик             |
| Клэр Холмен       |  | Роза Дартл            |
| Иэн Макнис        |  | мистер Дик            |
| Оливер Форд Дэвис |  | мистер Уикфилд        |
| Аманда Райан      |  | Агнес Уикфилд         |
| Том Уилкинсон     |  | рассказчик            |

## Награды и номинации
Полный перечень наград и номинаций — на сайте IMDB
| Премия                           | Категория                                                                    | Имя          | Результат |
| -------------------------------- | ---------------------------------------------------------------------------- | ------------ | --------- |
| BAFTA TV 2000 г.                 | Премия BAFTA TV за лучшую женскую роль                                       | Мэгги Смит   | Номинация |
| BAFTA TV 2000 г.                 | Премия BAFTA TV за лучший монтаж                                             | Филип Клосс  | Номинация |
| BAFTA TV 2000 г.                 | Премия BAFTA TV за лучшую операторскую работу                                | Энди Коллинз | Номинация |
| Эмми 2000 г.                     | Премия «Эмми» за лучшую женскую роль второго плана в мини-сериале или фильме | Мэгги Смит   | Номинация |
| Royal Television Society 2000 г. | Лучшая редактура драматического фильма                                       | Филип Клосс  | Победа    |